# Gardman
Gardman (en armenio: Գարդման) era uno de los ocho cantones de la antigua provincia de Utik en el Reino de Armenia y, simultáneamente, junto con el cantón de Tuchkatak, un principado armenio. A principios de la Edad Media, surgió el estado feudal de Gardman en la región de la Albania caucásica.[cita requerida]  Se correspondía aproximadamente con los actuales rayones de Qazakh, Shamkir, Agstafa, Dashkasan, Goygol, Tovuz, Gadabay, de Azerbaiyán, y con la región de Tavush de Armenia. 

## Historia

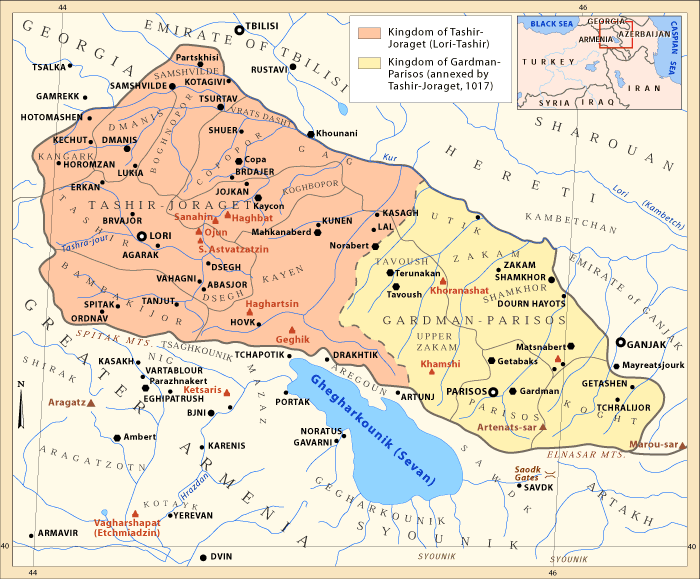
El reino de Gardman-Parisos (amarillo) en 1017, cuando fue adquirido por el reino de Lori (rojo).

En tiempos prehistóricos, Gardman fue la patria de la tribu proto-armenia de los Gardman, con una conexión georgiana dudosa. Los autores armenios contemporáneos se refieren al área histórica de Gardman como Artsaj del Norte. Durante el reinado de los reyes arsácidas de Armenia (66-428 d. C.), Gardman fue la sede de los najarars de Utik (y por esto, a veces se le llamaba "Gardmantsvots ishkhanutyun", o principado de Gardman).  Después del colapso de la dinastía real armenia, Gardman fue adquirida por la Albania caucásica en el año 387.  En el siglo VII, la casa local de Gardman fue reemplazada por la familia mihránida (de origen persa o parto), que más tarde se convirtió en la dinastía gobernante en la región de Arran. 
La región fue conquistada por los árabes en el año 855. Los historiadores armenios contemporáneos han señalado repetidamente la presencia de dos lugares bien conocidos en Gardman: una fortaleza llamada Getabakk’ (en la actual región azerbaiyana de Gadabay) y una mina de cobre.
En 982, Gardman y Parisos, el distrito norte de Artsaj, se convirtió en un pequeño reino armenio de Parisos, que duró hasta el año 1017 y luego pasó a formar parte del Reino de Lori. En 1601, la familia principesca de Melik-Shahnazaryan estableció el melicato de Gardman. La familia gobernante pertenecía a una rama de la casa de Jachen, y su residencia estaba en la aldea de Voskanapat (y por esta razón, el estado a veces se denominaba el melicato de Voskanapat).  Los derechos territoriales de los melicatos se confirmaron después de que el Imperio ruso tomase el control de la región a principios del siglo XIX.